# Les Bio-Teens : Forces spéciales
 (juin 2016).
Si vous disposez d'ouvrages ou d'articles de référence ou si vous connaissez des sites web de qualité traitant du thème abordé ici, merci de compléter l'article en donnant les références utiles à sa vérifiabilité et en les liant à la section « Notes et références ».
Les Bio-Teens Les Super-Vilains de Valley View
Les Bio-Teens : Forces spéciales (Lab Rats: Elite Force) est une série télévisée américaine créée par Chris Peterson et Bryan Moore. Elle est produite par Britellite Productions et It's a Laugh Productions. Cette série est une série dérivée et un combiné de deux séries Disney XD, Les Bio-Teens et Mighty Med, super urgences. La série suit une équipe formée des super-héros et des héros bioniques des deux séries ayant pour but de traquer les méchants et de protéger le monde. La série a été diffusée du 2 mars au 22 octobre 2016 aux États-Unis. En France, elle est diffusée du 23 octobre 2016 au 30 avril 2020 sur Disney XD et rediffusée sur Disney Channel.
La série est disponible sur la plateforme de streaming Disney+

## Synopsis
Donald Davenport a décidé de former une équipe d'élite composée de Chase et Bree, les héros bioniques, et de Kaz, Oliver et Skylar, les super-héros de Mighty Med, afin qu'ils luttent ensemble contre les méchants qui menacent le monde. Ils résident désormais à Centium City dans leur nouveau quartier général, un luxueux penthouse situé au sommet de la Tour Davenport. Ils mettent tout en œuvre pour trouver les scélérats qui ont détruit Mighty Med, l'hôpital pour super-héros.

## Distribution

### Acteurs principaux
- William Brent (Billy Unger) : Chase Davenport
- Kelli Berglund : Brianna « Bree » Davenport
- Bradley Steven Perry : Kaz
- Jake Short : Oliver
- Paris Berelc : Skylar Storm

### Acteurs secondaires et invités
- Hal Sparks : Donald Davenport (épisodes 1 et 2)
- Jeremy Kent Jackson : Douglas Davenport (épisodes 5, 9 et 16)
- Angel Parker : Tasha Davenport (épisode 15)
- Brandon Salgado Telis : Bob Davenport (épisode 8)
- Camille Hyde : Naomi Davenport (épisode 15)
- Maile Flanagan (en) : Terry Perry (épisodes 6, 12, 13 et 16)
- Booboo Stewart : Roman (épisodes 1 et 7)
- Ryan Potter : Riker (épisodes 1 et 7)
- Patrika Darbo : Mrs Ramsey (épisode 3)
- Pepi Sonuga : Crossbrow (épisode 7)
- Tristan DeVan : Kyle (épisode 4)
- Johnathan McClain : Tony (épisode 5)
- Angeline Appel : Christina (épisodes 11 et 12)
- Elisha Henig : AJ (épisodes 9 et 10)
- Justin Lopez : Clutch (épisode 8)
- Sanai Victoria : Zoé (épisode 8)
- Eric Steinberg : Rodissius (épisodes 7 et 16)
- Fivel Stewart : Reese (épisode 16)

## Production
Les Bio-Teens : Forces spéciales a été créé par Chris Peterson et Bryan Moore, les réalisateurs des Bio-Teens. La série est produite par la production Britellite et Disney XD. Le 3 septembre 2015, il a été annoncé que Les Bio-Teens et Mighty Med, super urgences, auraient une série dérivée conjointe appelées Les Bio-teens : Forces spéciales. Dans les séries Les Bio-Teens et Mighty Med, super urgences, seul William Brent (anciennement connu sous le nom de Billy Unger), Kelli Berglund et Bradley Steven Perry, Jake Short et Paris Berelc ont annoncé le retour de la nouvelle série dérivée. La production de la série a débuté en octobre 2015. Il a ensuite été annoncé que la première diffusion de Lab Rats: Elite Force sera présentée sur Disney XD le 2 mars 2016 aux  États-Unis et sera disponible en vidéo à la demande de cette chaîne le 29 février 2016.
Il a été annoncé que l'épisode 15 (The Attack) diffusé le 22 octobre, clôturera la série après un marathon d'épisodes des Bio-Teens.

## Liste des épisodes

### Première saison (2016)
La série a été créée au Canada sur Disney XD le 2 mars 2016 et sur Disney Channel le 6 mars 2016.
1. L'Union des cinq (The Rise of Five)
2. La Confiance en soi d'un héros (Holding Out for a Hero)
3. Copains comme cochons (Power Play)
4. Le Code des super-héros (The SuperHero Code)
5. Compétitions (Need for Speed)
6. Le Leader (Follow the Leader)
7. La Liste des super-héros (The List)
8. Un athlète colossal (Coming Through in the Clutch)
9. L'intrus (The Intruder)
10. La pierre spatiale (The Rock)
11. Retour sur Caldera, partie 1 (Home Sweet Home, part 1)
12. Retour sur Caldera, partie 2 (Home Sweet Home, part 2)
13. Super Croissance (They Grow Up So Fast)
14. Le drone de fer (Game of Drones)
15. Le mouton métamorphe (Sheep Shifting)
16. La petite amie ( The attack )

## Information particulière
L'épisode "Retour sur Caldera" est diffusé en deux parties en France contrairement à l'Amérique qui diffuse cet épisode en une seule partie.

## Diffusion originale des épisodes en Amérique
| Saison | épisodes | Date de diffusion originale | Date de diffusion originale | Date de diffusion française | Date de diffusion française |
| Saison | épisodes | Début                       | Fin                         | Début                       | Fin                         |
| ------ | -------- | --------------------------- | --------------------------- | --------------------------- | --------------------------- |
| 1      | 16       | 2 mars 2016                 | 22 octobre 2016             | 23 octobre 2016             |                             |